# Liste der Deutschen Meister im Kugelstoßen
Das Kugelstoßen wurde innerhalb der Deutschen Leichtathletik-Meisterschaften für die Männer erstmals 1909 durchgeführt. 1914, 1944 und 1945 fanden kriegsbedingt keine der Deutschen Meisterschaften statt. Bei den Frauen war die Disziplin gleich bei ihren ersten Deutschen Meisterschaften im Jahre 1920 Bestandteil der Wettkämpfe. In den Jahren 1935 und 1936 wurde der Wettbewerb bei den Frauen aus dem Programm genommen – Grund dafür war, dass das Kugelstoßen auch bei den Olympischen Spielen 1936 nicht ausgetragen wurde.
1924 bis 1928 wurde bei den Männern zusätzlich der Meister im beidhändigen Kugelstoßen ermittelt. Zur Weite des bereits gewerteten Stoßes/Wurfes mit dem besseren Arm wurde hierzu die mit dem schwächeren Arm erzielte Weite hinzu addiert.

## Deutsche Meisterschaftsrekorde
| Männer | 21,87 m | David Storl (LAC Erdgas Chemnitz) | Ulm    | 25. Juli 2014 |
| Frauen | 20,92 m | Claudia Losch (LAC Quelle Fürth)  | Berlin | 13. Juli 1986 |

## Gesamtdeutsche Meister seit 1991 (DLV)
| Jahr | Männer            | Männer    | Männer            | Männer              | Männer    | Frauen    | Frauen                  | Frauen             | Frauen    |
| Jahr | Ort               | Datum     | Name              | Verein              | Weite [m] | Datum     | Name                    | Verein             | Weite [m] |
| ---- | ----------------- | --------- | ----------------- | ------------------- | --------- | --------- | ----------------------- | ------------------ | --------- |
| 2025 | Dresden           | 2. August | Eric Maihöfer     | VfL Sindelfingen    | 20,10     | 30. Juni  | Yemisi Ogunleye         | MTG Mannheim       | 19,29     |
| 2024 | Braunschweig      | 3. August | Eric Maihöfer     | VfL Sindelfingen    | 19,78     | 30. Juni  | Yemisi Ogunleye         | MTG Mannheim       | 19,25     |
| 2023 | Kassel            | 8. Juli   | Dennis Lukas      | LG Idar-Oberstein   | 19,82     | 9. Juli   | Sara Gambetta           | SV Halle           | 18,51     |
| 2022 | Berlin            | 24. Juni  | David Storl       | SC DHfK Leipzig     | 20,32     | 23. Juni  | Sara Gambetta           | SV Halle           | 18,67     |
| 2021 | Braunschweig      | 6. Juni   | Dennis Lukas      | LG Idar-Oberstein   | 19,82     | 5. Juni   | Sara Gambetta           | SV Halle           | 18,31     |
| 2020 | Braunschweig      | 9. August | David Storl       | SC DHfK Leipzig     | 20,17     | 8. August | Alina Kenzel            | VfL Waiblingen     | 17,96     |
| 2019 | Berlin            | 3. August | Simon Bayer       | VfL Sindelfingen    | 20,26     | 4. August | Christina Schwanitz     | LV 90 Erzgebirge   | 18,84     |
| 2018 | Nürnberg          | 20. Juli  | David Storl       | SC DHfK Leipzig     | 21,26     | 20. Juli  | Christina Schwanitz     | LV 90 Erzgebirge   | 20,06     |
| 2017 | Erfurt            | 8. Juli   | David Storl       | SC DHfK Leipzig     | 20,98     | 9. Juli   | Sara Gambetta           | SC DHfK Leipzig    | 17,38     |
| 2016 | Kassel            | 20. Juni  | David Storl       | SC DHfK Leipzig     | 20,75     | 19. Juni  | Christina Schwanitz     | LV 90 Erzgebirge   | 19,49     |
| 2015 | Nürnberg          | 26. Juli  | David Storl       | SC DHfK Leipzig     | 21,47     | 25. Juli  | Christina Schwanitz     | LV 90 Erzgebirge   | 20,00     |
| 2014 | Ulm               | 25. Juli  | David Storl       | LAC Erdgas Chemnitz | 21,87     | 25. Juli  | Christina Schwanitz     | LV 90 Erzgebirge   | 19,69     |
| 2013 | Ulm               | 7. Juli   | David Storl       | LAC Erdgas Chemnitz | 21,04     | 6. Juli   | Christina Schwanitz     | LV 90 Erzgebirge   | 19,76     |
| 2012 | Wattenscheid      | 17. Juni  | David Storl       | LAC Erdgas Chemnitz | 20,96     | 16. Juni  | Nadine Kleinert         | SC Magdeburg       | 19,18     |
| 2011 | Kassel            | 23. Juli  | David Storl       | LAC Erdgas Chemnitz | 20,35     | 24. Juli  | Christina Schwanitz     | LV 90 Thum         | 18,95     |
| 2010 | Braunschweig      | 18. Juli  | Ralf Bartels      | SC Neubrandenburg   | 20,54     | 17. Juli  | Nadine Kleinert         | SC Magdeburg       | 19,12     |
| 2009 | Ulm               | 5. Juli   | Ralf Bartels      | SC Neubrandenburg   | 20,62     | 4. Juli   | Denise Hinrichs         | TV Wattenscheid 01 | 19,06     |
| 2008 | Nürnberg          | 6. Juli   | Ralf Bartels      | SC Neubrandenburg   | 20,60     | 5. Juli   | Nadine Kleinert         | SC Magdeburg       | 19,67     |
| 2007 | Erfurt            | 22. Juli  | Peter Sack        | LAZ Leipzig         | 20,68     | 21. Juli  | Petra Lammert           | SC Neubrandenburg  | 19,30     |
| 2006 | Ulm               | 16. Juli  | Ralf Bartels      | SC Neubrandenburg   | 20,26     | 15. Juli  | Petra Lammert           | SC Neubrandenburg  | 18,89     |
| 2005 | Wattenscheid      | 3. Juli   | Ralf Bartels      | SC Neubrandenburg   | 20,67     | 2. Juli   | Nadine Kleinert         | SC Magdeburg       | 18,68     |
| 2004 | Braunschweig      | 11. Juli  | Ralf Bartels      | SC Neubrandenburg   | 20,37     | 10. Juli  | Astrid Kumbernuss       | SC Neubrandenburg  | 19,08     |
| 2003 | Ulm               | 28. Juni  | Ralf Bartels      | SC Neubrandenburg   | 20,22     | 29. Juni  | Astrid Kumbernuss       | SC Neubrandenburg  | 19,36     |
| 2002 | Wattenscheid      | 6. Juli   | Ralf Bartels      | SC Neubrandenburg   | 20,29     | 7. Juli   | Astrid Kumbernuss       | SC Neubrandenburg  | 19,45     |
| 2001 | Stuttgart         | 30. Juni  | Oliver-Sven Buder | MTV Ingolstadt      | 19,97     | 1. Juli   | Nadine Kleinert-Schmitt | SC Magdeburg       | 18,68     |
| 2000 | Braunschweig      | 30. Juli  | Oliver-Sven Buder | TV Wattenscheid 01  | 20,41     | 29. Juli  | Nadine Kleinert-Schmitt | SC Magdeburg       | 18,79     |
| 1999 | Erfurt            | 3. Juli   | Oliver-Sven Buder | TV Wattenscheid 01  | 21,15     | 4. Juli   | Astrid Kumbernuss       | SC Neubrandenburg  | 19,21     |
| 1998 | Berlin            | 4. Juli   | Oliver-Sven Buder | TV Wattenscheid 01  | 20,15     | 5. Juli   | Nadine Kleinert         | SC Magdeburg       | 18,30     |
| 1997 | Frankfurt am Main | 28. Juni  | Oliver-Sven Buder | TV Wattenscheid 01  | 20,42     | 28. Juni  | Astrid Kumbernuss       | SC Neubrandenburg  | 20,56     |
| 1996 | Köln              | 21. Juni  | Oliver-Sven Buder | TV Wattenscheid 01  | 20,53     | 23. Juni  | Astrid Kumbernuss       | SC Neubrandenburg  | 20,58     |
| 1995 | Bremen            | 30. Juni  | Oliver-Sven Buder | TV Wattenscheid 01  | 20,45     | 2. Juli   | Astrid Kumbernuss       | SC Neubrandenburg  | 20,77     |
| 1994 | Erfurt            | 2. Juli   | Oliver-Sven Buder | TV Wattenscheid 01  | 20,44     | 3. Juli   | Stephanie Storp         | VfL Wolfsburg      | 19,79     |
| 1993 | Duisburg          | 10. Juli  | Oliver-Sven Buder | SC Chemnitz         | 20,15     | 11. Juli  | Kathrin Neimke          | SC Magdeburg       | 19,56     |
| 1992 | München           | 21. Juni  | Ulf Timmermann    | OSC Berlin          | 20,46     | 21. Juni  | Kathrin Neimke          | SC Magdeburg       | 19,45     |
| 1991 | Hannover          | 28. Juli  | Oliver-Sven Buder | SC Chemnitz         | 20,20     | 28. Juli  | Claudia Losch           | LAC Quelle Fürth   | 19,65     |

## Meister in derBundesrepublik Deutschlandbzw. derTrizonevon 1948 bis 1990 (DLV)
1946 wurden nach Verabredung zwischen verschiedenen Vertretern der von den Alliierten genehmigten Fachgruppe Leichtathletik in Frankfurt am Main die ersten deutschen Leichtathletik-Nachkriegsmeisterschaften improvisiert. Im Rahmen dieser Veranstaltung wurde der Deutsche Leichtathletik-Ausschuss gegründet, der zunächst die Leichtathletik-Aktivitäten in der Britischen und Amerikanischen Besatzungszone zu organisieren suchte, die Vertreter der Französischen Zone stießen erst später dazu. Der Deutsche Leichtathletik-Ausschuss organisierte die Deutschen Leichtathletik-Meisterschaften von 1947 bis 1949. Der am 12. November wiedergegründete Deutsche Leichtathletik-Verband übernahm die Organisation der Meisterschaften ab 1950.
| Jahr | Männer       | Männer   | Männer                  | Männer               | Männer     | Frauen   | Frauen                               | Frauen                  | Frauen     |
| Jahr | Ort          | Datum    | Name                    | Verein               | Weite [m]  | Datum    | Name                                 | Verein                  | Weite [m]  |
| ---- | ------------ | -------- | ----------------------- | -------------------- | ---------- | -------- | ------------------------------------ | ----------------------- | ---------- |
| 1990 | Düsseldorf   | 12. Aug. | Kalman Konya            | SV Salam. Kornwesth. | 20,13      | 12. Aug. | Claudia Losch                        | LAC Quelle Fürth        | 20,30      |
| 1989 | Hamburg      | 13. Aug. | Karsten Stolz           | TV Wattenscheid 01   | 20,32      | 13. Aug. | Claudia Losch                        | LAC Quelle Fürth        | 20,38      |
| 1988 | Frankfurt/M. | 24. Juli | Karsten Stolz           | TV Wattenscheid 01   | 20,18      | 24. Juli | Claudia Losch                        | LC Olym'pa. München     | 19,84      |
| 1987 | Gels'kirch.  | 12. Juli | Karsten Stolz           | TV Wattenscheid 01   | 19,96      | 12. Juli | Claudia Losch                        | LC Olym'pa. München     | 19,73      |
| 1986 | Berlin       | 13. Juli | Karsten Stolz           | TV Wattenscheid 01   | 19,92      | 13. Juli | Claudia Losch                        | LAC Quelle Fürth        | 20,92      |
| 1985 | Stuttgart    | 4. Aug.  | Bernd Kneißler          | SV Salam. Kornwesth. | 19,64      | 4. Aug.  | Claudia Losch                        | LAC Quelle Fürth        | 19,96      |
| 1984 | Düsseldorf   | 24. Juni | Karsten Stolz           | TV Wattenscheid 01   | 19,73      | 24. Juni | Claudia Losch                        | LAC Quelle Fürth        | 19,67      |
| 1983 | Bremen       | 26. Juni | Claus-Dieter Föhrenbach | USC Heidelberg       | 18,85      | 26. Juni | Claudia Losch                        | LAC Quelle Fürth        | 18,83      |
| 1982 | München      | 25. Juli | Udo Gelhausen           | LG Bayer Leverkusen  | 19,50      | 25. Juli | Claudia Losch                        | LG Bayer Leverkusen     | 18,06      |
| 1981 | Gels'kirch.  | 19. Juli | Ralf Reichenbach        | LG Süd Berlin        | 19,71      | 19. Juli | Eva Wilms                            | LAC Quelle Fürth        | 16,63      |
| 1980 | Hannover     | 20. Aug. | Ralf Reichenbach        | LG Süd Berlin        | 20,05      | 17. Aug. | Eva Wilms                            | LAC Quelle Fürth        | 17,84      |
| 1979 | Stuttgart    | 12. Aug. | Ralf Reichenbach        | LG Süd Berlin        | 19,32      | 12. Aug. | Eva Wilms                            | LAC Quelle Fürth        | 18,98      |
| 1978 | Köln         | 13. Aug. | Ralf Reichenbach        | LG Süd Berlin        | 19,92      | 13. Aug. | Eva Wilms                            | LAC Quelle Fürth        | 19,62      |
| 1977 | Hamburg      | 7. Aug.  | Ralf Reichenbach        | OSC Berlin           | 20,82 (BR) | 7. Aug.  | Eva Wilms                            | LAC Quelle Fürth        | 19,86      |
| 1976 | Frankfurt/M. | 15. Aug. | Gerhard Steines         | TV Wattenscheid 01   | 18,64      | 15. Aug. | Eva Wilms                            | ESV Neuaubing           | 19,01      |
| 1975 | Gels'kirch.  | 28. Juni | Ralf Reichenbach        | OSC Berlin           | 19,73      | 29. Juni | Eva Wilms                            | LG Neuaubing-Gilching   | 17,36      |
| 1974 | Hannover     | 28. Juli | Ralf Reichenbach        | OSC Berlin           | 20,15      | 26. Juli | Eva Wilms                            | TSV 1860 München        | 16,38      |
| 1973 | Berlin       | 22. Juli | Ralf Reichenbach        | OSC Berlin           | 20,51 (BR) | 22. Juli | Brigitte Berendonk                   | USC Heidelberg          | 15,79      |
| 1972 | München      | 23. Juli | Ralf Reichenbach        | OSC Berlin           | 20,15      | 21. Juli | Marlene Fuchs, geb. Klein            | TSC Euskirchen          | 16,50      |
| 1971 | Stuttgart    | 11. Juli | Heinfried Birlenbach    | LG Siegen            | 19,59      | 10. Juli | Marlene Fuchs, geb. Klein            | TSC Euskirchen          | 17,07      |
| 1970 | Berlin       | 9. Aug.  | Heinfried Birlenbach    | LG Siegen            | 19,84      | 8. Aug.  | Marlene Fuchs, geb. Klein            | TSC Euskirchen          | 17,25      |
| 1969 | Düsseldorf   | 17. Aug. | Heinfried Birlenbach    | Sportfreunde Siegen  | 19,32      | 16. Aug. | Liesel Westermann                    | TuS 04 Leverkusen       | 16,59      |
| 1968 | Berlin       | 18. Aug. | Heinfried Birlenbach    | Sportfreunde Siegen  | 19,89      | 17. Aug. | Marlene Fuchs, geb. Klein            | TSC Euskirchen          | 16,77      |
| 1967 | Stuttgart    | 6. Aug.  | Heinfried Birlenbach    | Sportfreunde Siegen  | 18,62      | 5. Aug.  | Marlene Fuchs, geb. Klein            | TSC Euskirchen          | 16,58      |
| 1966 | Hannover     | 7. Aug.  | Heinfried Birlenbach    | Sportfreunde Siegen  | 18,19      | 5. Aug.  | Gertrud Schäfer                      | TSV Bayer 04 Leverkusen | 17,32      |
| 1965 | Duisburg     | 7. Aug.  | Werner Heger            | USC Heidelberg       | 18,01      | 6. Aug.  | Marlene Fuchs, geb. Klein            | TSC Euskirchen          | 16,08      |
| 1964 | Berlin       | 8. Aug.  | Dietrich Urbach         | TSV 1860 München     | 18,44      | 7. Aug.  | Marlene Fuchs, geb. Klein            | LGO Euskirchen          | 16,01      |
| 1963 | Augsburg     | 10. Aug. | Dietrich Urbach         | TSV 1860 München     | 18,03      | 9. Aug.  | Sigrun Grabert                       | SV 03 Tübingen          | 14,71      |
| 1962 | Hamburg      | 28. Juli | Dietrich Urbach         | TSV 1860 München     | 17,57      | 27. Juli | Marlene Fuchs, geb. Klein            | LGO Euskirchen          | 14,82      |
| 1961 | Düsseldorf   | 29. Juli | Dietrich Urbach         | TSV 1860 München     | 17,98      | 28. Juli | Sigrun Grabert                       | SV 03 Tübingen          | 15,35      |
| 1960 | Berlin       | 24. Juli | Dietrich Urbach         | TSV 1860 München     | 17,39      | 23. Juli | Sigrun Grabert                       | SV 03 Tübingen          | 15,03      |
| 1959 | Stuttgart    | 26. Juli | Karl-Heinz Wegmann      | Dortmunder SC 1895   | 17,36      | 26. Juli | Marianne Werner, geb. Schulze-Entrup | SC Greven 09            | 14,78      |
| 1958 | Hannover     | 20. Juli | Hermann Lingnau         | Hannover 96          | 17,12      | 20. Juli | Marianne Werner, geb. Schulze-Entrup | SC Greven 09            | 14,95      |
| 1957 | Düsseldorf   | 18. Aug. | Hermann Lingnau         | Hannover 96          | 17,05      | 18. Aug. | Marianne Werner, geb. Schulze-Entrup | SC Greven 09            | 15,24      |
| 1956 | Berlin       | 17. Aug. | Karl-Heinz Wegmann      | Dortmunder SC 1895   | 17,05 (DR) | 19. Aug. | Marianne Werner, geb. Schulze-Entrup | SC Greven 09            | 15,12      |
| 1955 | Frankfurt/M. | 6. Aug.  | Karl-Heinz Wegmann      | Dortmunder TG        | 16,02      | 7. Aug.  | Anne-Chatrine Lafrenz                | Gut-Heil Lübeck 1876    | 14,23      |
| 1954 | Augsburg     | 7. Aug.  | Josef Klik              | TuS Fritzlar         | 14,56      | 8. Aug.  | Marianne Werner, geb. Schulze-Entrup | SC Greven 09            | 14,60      |
| 1953 | Augsburg     | 25. Juli | Josef Hipp              | TSG Balingen         | 14,56      | 25. Juli | Marianne Werner, geb. Schulze-Entrup | SC Greven 09            | 14,14      |
| 1952 | Berlin       | 28. Juni | Werner Theurer          | SpVgg. Feuerbach     | 15,17      | 28. Juni | Gertrud Kille                        | SV St. Georg Hambg.     | 14,61 (DR) |
| 1951 | Düsseldorf   | 28. Juli | Werner Theurer          | SpVgg. Feuerbach     | 14,77      | 29. Juli | Gertrud Kille, geb. Schlüter         | SV St. Georg Hambg.     | 13,26      |
| 1950 | Stuttgart    | 6. Aug.  | Josef Bongen            | TSV Viersen-Rahser   | 14,62      | 6. Aug.  | Dorothea Kreß                        | VfL Pinneberg           | 12,34      |
| 1949 | Bremen       | 6. Aug.  | Josef Bongen            | Preussen Krefeld     | 15,27      | 6. Aug.  | Karen Uthke                          | ASV Köln                | 13,21      |
| 1948 | Nürnberg     | 15. Aug. | Karl Jansen             | ASV Köln             | 14,80      | 14. Aug. | Gertrud Schlüter                     | SV St. Georg Hambg.     | 13,12      |

## Meister in derDDRbzw. derSBZvon 1948 bis 1990 (DVfL)
Ab 1948 wurden in der Sowjetischen Besatzungszone wieder Deutsche Leichtathletik-Meisterschaften durchgeführt. Diese gingen 1950 in die DDR-Leichtathletik-Meisterschaften über, die 1990 zum letzten Mal ausgetragen wurden. Die meisten DDR-Meistertitel gewannen Udo Beyer mit 11 und Ilona Slupianek mit 7 Titeln.
| Jahr | Männer        | Männer             | Männer                   | Männer                     | Männer    | Frauen                              | Frauen                  | Frauen    |
| Jahr | Ort           | Datum              | Name                     | Verein                     | Weite [m] | Name                                | Verein                  | Weite [m] |
| ---- | ------------- | ------------------ | ------------------------ | -------------------------- | --------- | ----------------------------------- | ----------------------- | --------- |
| 1990 |               |                    | Ulf Timmermann           | TSC Berlin                 |           | Heike Hartwig, geb. Dittrich        | SC Dynamo Berlin        |           |
| 1989 | Neubrand'bg.  |                    | Ulf Timmermann           | TSC Berlin                 |           | Heike Hartwig, geb. Dittrich        | SC Dynamo Berlin        |           |
| 1988 |               |                    | Ulf Timmermann           | TSC Berlin                 |           | Kathrin Neimke                      | SC Magdeburg            |           |
| 1987 |               |                    | Udo Beyer                | ASK Vorwärts Potsdam       |           | Heike Hartwig, geb. Dittrich        | SC Dynamo Berlin        |           |
| 1986 |               |                    | Udo Beyer                | ASK Vorwärts Potsdam       |           | Ines Müller, geb. Reichenbach       | SC Empor Rostock        |           |
| 1985 | Leipzig       | 9.–11. Aug.        | Udo Beyer                | ASK Vorwärts Potsdam       | 21,50     | Ines Müller, geb. Reichenbach       | SC Empor Rostock        | 20,67     |
| 1984 | Erfurt        | 1.–3. Juni         | Udo Beyer                | ASK Vorwärts Potsdam       | 21,72     | Ilona Briesenick, geb. Schoknecht   | SC Dynamo Berlin        | 21,20     |
| 1983 | K.-Marx-Stadt | 16.–18. Juni       | Udo Beyer                | ASK Vorwärts Potsdam       | 21,44     | Ilona Briesenick, geb. Schoknecht   | SC Dynamo Berlin        | 21,54     |
| 1982 | Dresden       | 30. Juni – 3. Juli | Udo Beyer                | ASK Vorwärts Potsdam       | 21,47     | Ilona Briesenick, geb. Schoknecht   | SC Dynamo Berlin        | 21,78     |
| 1981 | Jena          | 7.–9. Aug.         | Udo Beyer                | ASK Vorwärts Potsdam       | 21,44     | Ilona Briesenick, geb. Schoknecht   | SC Dynamo Berlin        | 21,46     |
| 1980 | Cottbus       | 16.–18. Juli       | Udo Beyer                | ASK Vorwärts Potsdam       | 21,54     | Ilona Briesenick, geb. Schoknecht   | SC Dynamo Berlin        | 22,34     |
| 1979 | K.-Marx-Stadt | 9.–12. Aug.        | Udo Beyer                | ASK Vorwärts Potsdam       | 21,12     | Ilona Briesenick, geb. Schoknecht   | SC Dynamo Berlin        | 21,39     |
| 1978 |               |                    | Udo Beyer                | ASK Vorwärts Potsdam       |           | Margitta Droese, geb. Ludewig       | SC Motor Jena           |           |
| 1977 |               |                    | Udo Beyer                | ASK Vorwärts Potsdam       |           | Ilona Briesenick, geb. Schoknecht   | SC Dynamo Berlin        |           |
| 1976 |               |                    | Hans-Peter Gies          | SC Dynamo Berlin           |           | Marianne Adam                       | SC Dynamo Berlin        |           |
| 1975 |               |                    | Heinz-Joachim Rothenburg | SC Dynamo Berlin           |           | Marianne Adam                       | SC Dynamo Berlin        |           |
| 1974 |               |                    | Hartmut Briesenick       | SC Dynamo Berlin           |           | Marianne Adam                       | SC Dynamo Berlin        |           |
| 1973 |               |                    | Hartmut Briesenick       | SC Dynamo Berlin           |           | Marita Lange                        | SC Chemie Halle         |           |
| 1972 |               |                    | Hans-Peter Gies          | SC Dynamo Berlin           |           | Margitta Gummel, geb. Helmbold      | SC DHfK Leipzig         |           |
| 1971 |               |                    | Hartmut Briesenick       | SC Dynamo Berlin           |           | Margitta Gummel, geb. Helmbold      | SC DHfK Leipzig         |           |
| 1970 |               |                    | Hartmut Briesenick       | SC Dynamo Berlin           |           | Marita Lange                        | SC Chemie Halle         |           |
| 1969 |               |                    | Hans-Peter Gies          | SC Dynamo Berlin           |           | Margitta Gummel, geb. Helmbold      | SC DHfK Leipzig         |           |
| 1968 |               |                    | Dieter Hoffmann          | ASK Vorwärts Potsdam       |           | Margitta Gummel, geb. Helmbold      | SC DHfK Leipzig         |           |
| 1967 |               |                    | Dieter Prollius          | SC Einheit Dresden         |           | Renate Boy, geb. Garisch-Culmberger | SC Empor Rostock        |           |
| 1966 |               |                    | Rudolf Langer            | SC Magdeburg               |           | Margitta Gummel, geb. Helmbold      | SC DHfK Leipzig         |           |
| 1965 |               |                    | Uwe Grabe                | SC DHfK Leipzig            |           | Renate Boy, geb. Garisch-Culmberger | SC Empor Rostock        |           |
| 1964 |               |                    | Rudolf Langer            | SC Aufbau Magdeburg        |           | Renate Garisch-Culmberger           | SC Empor Rostock        |           |
| 1963 |               |                    | Rudolf Langer            | SC Aufbauagdeburg          |           | Renate Garisch-Culmberger           | SC Empor Rostock        |           |
| 1962 |               |                    | Peter Gratz              | ASK Vorwärts Berlin        |           | Renate Garisch-Culmberger           | SC Empor Rostock        |           |
| 1961 |               |                    | Rudolf Langer            | SC Aufbau Magdeburg        |           | Renate Garisch-Culmberger           | SC Empor Rostock        |           |
| 1960 |               |                    | Peter Gratz              | ASK Vorwärts Berlin        |           | Johanna Lüttge                      | SC DHfK Leipzig         |           |
| 1959 |               |                    | Dieter Denke             | SC Wism. K.-Marx-Stadt     |           | Johanna Lüttge                      | SC DHfK Leipzig         |           |
| 1958 |               |                    | Fritz Kühl               | ASK Vorwärts Berlin        |           | Johanna Lüttge                      | SC DHfK Leipzig         |           |
| 1957 |               |                    | Fritz Kühl               | ASK Vorwärts Berlin        |           | Johanna Lüttge                      | SC DHfK Leipzig         |           |
| 1956 | Erfurt        |                    | Fritz Kühl               | ZSK Vorwärts Berlin        |           | Wilfriede Tews                      | SC DHfK Leipzig         |           |
| 1955 |               |                    | Werner Seipolt           | ZSK Vorwärts Berlin        |           | Wilfriede Tews                      | SC DHfK Leipzig         |           |
| 1954 |               |                    | Ernst Schmidt            | Einheit NO Berlin          |           | Wilfriede Tews                      | SC DHfK Leipzig         |           |
| 1953 |               |                    | Ernst Schmidt            | Einheit NO Berlin          |           | Lotti Niemann                       | Dynamo Potsdam          |           |
| 1952 |               |                    | Ernst Schmidt            | Einheit NO Berlin          |           | Lotti Niemann                       | BSG Einheit Rostock     |           |
| 1951 | Erfurt        | 13. bis 15. Juli   | Ernst Schmidt            | Einheit NO Berlin          |           | Lotti Niemann                       | BSG Einheit Rostock     |           |
| 1950 |               |                    | Ernst Schmidt            | Einheit NO Berlin          |           | Lotti Niemann                       | BSG Einheit Rostock     |           |
| 1949 |               |                    | Ernst Schmidt            | SG Volkspolizei Großenhain |           | Lore Klitsch                        | SG Grün-Rot Magdeb.     |           |
| 1948 |               |                    | Rudolf Etzold            | SG Neukirchen-Wyhra        |           | Margot Eder                         | SG Halle-Giebichenstein |           |

## Deutsche Meister im beidhändigenKugelstoßenvon 1924 bis 1928
Das beidhändige Kugelstoßen wurde nur für Männer ausgetragen.
| Jahr | Ort        | Datum      | Athlet                                    | Weite [m] |
| ---- | ---------- | ---------- | ----------------------------------------- | --------- |
| 1928 | Düsseldorf | 15. Juli   | Emil Hirschfeld, SV Hindenburg Allenstein | 26,85     |
| 1927 | Berlin     | 17. Juli   | Georg Brechenmacher, Eintracht Frankfurt  | 26,155    |
| 1926 | Leipzig    | 8. August  | Georg Brechenmacher, Eintracht Frankfurt  | 24,74     |
| 1925 | Berlin     | 9. August  | Georg Brechenmacher, SV Jahn München      | 24,63     |
| 1924 | Stettin    | 10. August | Ludwig Haymann, TSV 1860 München          | 24,20     |

## Deutsche Meister 1909 bis 1947 (DLV)
| Jahr | Männer                                                      | Männer                                                      | Männer                                                      | Männer                                                      | Männer                                                      | Frauen                                                                   | Frauen                                                                   | Frauen                                                                   | Frauen                                                                   | Frauen                                                                   |
| Jahr | Ort                                                         | Datum                                                       | Name                                                        | Verein                                                      | Weite [m]                                                   | Ort                                                                      | Datum                                                                    | Name                                                                     | Verein                                                                   | Weite [m]                                                                |
| ---- | ----------------------------------------------------------- | ----------------------------------------------------------- | ----------------------------------------------------------- | ----------------------------------------------------------- | ----------------------------------------------------------- | ------------------------------------------------------------------------ | ------------------------------------------------------------------------ | ------------------------------------------------------------------------ | ------------------------------------------------------------------------ | ------------------------------------------------------------------------ |
| 1947 | Köln                                                        | 9. Aug.                                                     | Otto Luh                                                    | VfB Gießen                                                  | 14,57                                                       | Köln                                                                     | 10. Aug.                                                                 | Gertrud Schlüter                                                         | SV St. Georg Hambg.                                                      | 13,29                                                                    |
| 1946 | Frankfurt/M.                                                | 25. Aug.                                                    | Karl Jansen                                                 | ASV Köln                                                    | 14,40                                                       | Frankfurt/M.                                                             | 25. Aug.                                                                 | Lilli Unbescheid                                                         | MTV Karlsruhe                                                            | 12,56                                                                    |
| 1945 | kriegsbedingt keine Deutschen Leichtathletikmeisterschaften | kriegsbedingt keine Deutschen Leichtathletikmeisterschaften | kriegsbedingt keine Deutschen Leichtathletikmeisterschaften | kriegsbedingt keine Deutschen Leichtathletikmeisterschaften | kriegsbedingt keine Deutschen Leichtathletikmeisterschaften | kriegsbedingt keine Deutschen Leichtathletikmeisterschaften              | kriegsbedingt keine Deutschen Leichtathletikmeisterschaften              | kriegsbedingt keine Deutschen Leichtathletikmeisterschaften              | kriegsbedingt keine Deutschen Leichtathletikmeisterschaften              | kriegsbedingt keine Deutschen Leichtathletikmeisterschaften              |
| 1944 | kriegsbedingt keine Deutschen Leichtathletikmeisterschaften | kriegsbedingt keine Deutschen Leichtathletikmeisterschaften | kriegsbedingt keine Deutschen Leichtathletikmeisterschaften | kriegsbedingt keine Deutschen Leichtathletikmeisterschaften | kriegsbedingt keine Deutschen Leichtathletikmeisterschaften | kriegsbedingt keine Deutschen Leichtathletikmeisterschaften              | kriegsbedingt keine Deutschen Leichtathletikmeisterschaften              | kriegsbedingt keine Deutschen Leichtathletikmeisterschaften              | kriegsbedingt keine Deutschen Leichtathletikmeisterschaften              | kriegsbedingt keine Deutschen Leichtathletikmeisterschaften              |
| 1943 | Berlin                                                      | 24. Juli                                                    | Josef Bongen                                                | SG Prag                                                     | 15,29                                                       | Berlin                                                                   | 25. Juli                                                                 | Lilli Unbescheid                                                         | MTV Karlsruhe                                                            | 12,82                                                                    |
| 1942 | Berlin                                                      | 25. Juli                                                    | Hans Woellke                                                | Polizei SV Berlin                                           | 15,74                                                       | Berlin                                                                   | 26. Juli                                                                 | Gisela Mauermayer                                                        | TV Nymph'b. München                                                      | 13,27                                                                    |
| 1941 | Berlin                                                      | 19. Juli                                                    | Hans Woellke                                                | Polizei SV Berlin                                           | 15,14                                                       | Berlin                                                                   | 20. Juli                                                                 | Gisela Mauermayer                                                        | TV Nymph'b. München                                                      | 12,94                                                                    |
| 1940 | Berlin                                                      | 10. Aug.                                                    | Heinrich Trippe                                             | Polizei SV Berlin                                           | 16,31                                                       | Berlin                                                                   | 11. Aug.                                                                 | Gisela Mauermayer                                                        | TV Nymph'b. München                                                      | 13,20                                                                    |
| 1939 | Berlin                                                      | 8. Juli                                                     | Heinrich Trippe                                             | Polizei SV Berlin                                           | 16,21                                                       | Berlin                                                                   | 9. Juli                                                                  | Gisela Mauermayer                                                        | TV Nymph'b. München                                                      | 13,53                                                                    |
| 1938 | Breslau                                                     | 29. Juli                                                    | Hans Woellke                                                | Polizei SV Berlin                                           | 15,63                                                       | Breslau                                                                  | 29. Juli                                                                 | Gisela Mauermayer                                                        | TV Nymph'b. München                                                      | 13,62                                                                    |
| 1937 | Berlin                                                      | 24. Juli                                                    | Hans Woellke                                                | Polizei SV Berlin                                           | 15,82                                                       | Berlin                                                                   | 25. Juli                                                                 | Gisela Mauermayer                                                        | TV Nymph'b. München                                                      | 12,88                                                                    |
| 1936 | Berlin                                                      | 11. Juli                                                    | Hans Woellke                                                | Polizei SV Berlin                                           | 15,86                                                       | Berlin                                                                   | 11./12. Juli                                                             | Wettbewerb für Frauen nicht im Meisterschaftsprogramm                    | Wettbewerb für Frauen nicht im Meisterschaftsprogramm                    | Wettbewerb für Frauen nicht im Meisterschaftsprogramm                    |
| 1935 | Berlin                                                      | 3. Aug.                                                     | Hans Woellke                                                | Polizei SV Berlin                                           | 15,33                                                       | Berlin                                                                   | 3./4. Aug.                                                               | Wettbewerb für Frauen nicht im Meisterschaftsprogramm                    | Wettbewerb für Frauen nicht im Meisterschaftsprogramm                    | Wettbewerb für Frauen nicht im Meisterschaftsprogramm                    |
| 1934 | Nürnberg                                                    | 27. Juli                                                    | Hans Woellke                                                | Polizei SV Berlin                                           | 15,24                                                       | Nürnberg                                                                 | 28. Juli                                                                 | Gisela Mauermayer                                                        | TV Nymph'b. München                                                      | 13,40                                                                    |
| 1933 | Köln                                                        | 12. Aug.                                                    | Hans-Heinrich Sievert                                       | Eimsbütteler TV                                             | 15,31                                                       | Weimar                                                                   | 20. Aug.                                                                 | Hermine Schröder, geb. Wüst                                              | TV Mundenheim                                                            | 13,60                                                                    |
| 1932 | Hannover                                                    | 2. Juli                                                     | Emil Hirschfeld                                             | LfL Wünsdorf                                                | 15,86                                                       | Berlin                                                                   | 3. Juli                                                                  | Hermine Schröder, geb. Wüst                                              | TV Mundenheim                                                            | 12,73                                                                    |
| 1931 | Berlin                                                      | 2. Aug.                                                     | Emil Hirschfeld                                             | SV Hindenburg Ortelsburg                                    | 15,56                                                       | Magdeburg                                                                | 2. Aug.                                                                  | Grete Heublein                                                           | SuS Barmen                                                               | 12,70                                                                    |
| 1930 | Magdeburg                                                   | 3. Aug.                                                     | Hans-Heinrich Sievert                                       | VfL Halle 1896                                              | 14,64                                                       | Lennep                                                                   | 3. Aug.                                                                  | Gustel Herrmann                                                          | Kölner Tschft. 1843                                                      | 12,36                                                                    |
| 1929 | Breslau                                                     | 21. Juli                                                    | Emil Hirschfeld                                             | SV Hindenburg Allenstein                                    | 15,26                                                       | Frankfurt/M.                                                             | 21. Juli                                                                 | Grete Heublein                                                           | SuS Barmen                                                               | 12,85 (WR)                                                               |
| 1928 | Düsseldorf                                                  | 17. Juli                                                    | Emil Hirschfeld                                             | SV Hindenburg Allenstein                                    | 15,46                                                       | Berlin                                                                   | 15. Juli                                                                 | Grete Heublein                                                           | Polizei SV Elberfeld                                                     | 11,96                                                                    |
| 1927 | Berlin                                                      | 17. Juli                                                    | Georg Brechenmacher                                         | Eintracht Frankfurt                                         | 14,22                                                       | Breslau                                                                  | 6. Aug.                                                                  | Ruth Lange                                                               | SC Charlottenburg                                                        | 11,32                                                                    |
| 1926 | Leipzig                                                     | 8. Aug.                                                     | Willi Schröder                                              | Dortmunder SC 1895                                          | 13,66                                                       | Braunschweig                                                             | 22. Aug.                                                                 | Grete Heublein                                                           | Polizei SV Elberfeld                                                     | 11,49                                                                    |
| 1925 | Berlin                                                      | 9. Aug.                                                     | Georg Brechenmacher                                         | SV Jahn München                                             | 13,81                                                       | Leipzig                                                                  | 6. Sept.                                                                 | Lilli Henoch                                                             | Berliner Sport-Club                                                      | 10,91                                                                    |
| 1924 | Stettin                                                     | 10. Aug.                                                    | Ludwig Haymann                                              | TSV 1860 München                                            | 13,37                                                       | Stettin                                                                  | 9. Aug.                                                                  | Lilli Henoch                                                             | Berliner Sport-Club                                                      | 8,69                                                                     |
| 1923 | Berlin                                                      | 25. Aug.                                                    | Fritz Wenninger                                             | FK Pirmasens                                                | 14,06 (DR)                                                  | Frankfurt/M.                                                             | 18. Aug.                                                                 | Lilli Henoch                                                             | Berliner Sport-Club                                                      | 8,69                                                                     |
| 1922 | Duisburg                                                    | 19 August                                                   | Fritz Wenninger                                             | FK Pirmasens                                                | 12,92                                                       | Duisburg                                                                 | 20. Aug.                                                                 | Lilli Henoch                                                             | Berliner Sport-Club                                                      | 8,41                                                                     |
| 1921 | Hamburg                                                     | 21 August                                                   | Karl Ritter von Halt                                        | MTV München von 1879                                        | 12,75                                                       | Hamburg                                                                  | 20. Aug.                                                                 | Frieda Grasse                                                            | MTV Niederlehme                                                          | 8,85                                                                     |
| 1920 | Dresden                                                     | 15. Aug.                                                    | Karl von Halt                                               | MTV München von 1879                                        | 12,63                                                       | Dresden                                                                  | 14. Aug.                                                                 | Marie Kießling                                                           | TSV 1860 München                                                         | 8,31                                                                     |
| 1919 | Nürnberg                                                    | 24. Aug.                                                    | Curt Lehr                                                   | Stuttgarter Kickers                                         | 12,84                                                       | Deutsche Leichtathletikmeisterschaften für Frauen noch nicht ausgetragen | Deutsche Leichtathletikmeisterschaften für Frauen noch nicht ausgetragen | Deutsche Leichtathletikmeisterschaften für Frauen noch nicht ausgetragen | Deutsche Leichtathletikmeisterschaften für Frauen noch nicht ausgetragen | Deutsche Leichtathletikmeisterschaften für Frauen noch nicht ausgetragen |
| 1918 | Berlin                                                      | 25. Aug.                                                    | Wilhelm Schumann                                            | Kieler MTV 1844                                             | 11,94                                                       | Deutsche Leichtathletikmeisterschaften für Frauen noch nicht ausgetragen | Deutsche Leichtathletikmeisterschaften für Frauen noch nicht ausgetragen | Deutsche Leichtathletikmeisterschaften für Frauen noch nicht ausgetragen | Deutsche Leichtathletikmeisterschaften für Frauen noch nicht ausgetragen | Deutsche Leichtathletikmeisterschaften für Frauen noch nicht ausgetragen |
| 1917 | Berlin                                                      | 5. Aug.                                                     | Johann Georg Krach                                          | VfB Leipzig                                                 | 11,45                                                       | Deutsche Leichtathletikmeisterschaften für Frauen noch nicht ausgetragen | Deutsche Leichtathletikmeisterschaften für Frauen noch nicht ausgetragen | Deutsche Leichtathletikmeisterschaften für Frauen noch nicht ausgetragen | Deutsche Leichtathletikmeisterschaften für Frauen noch nicht ausgetragen | Deutsche Leichtathletikmeisterschaften für Frauen noch nicht ausgetragen |
| 1916 | Leipzig                                                     | 27. Aug.                                                    | Franz Buchholz                                              | SC Charlottenburg                                           | 12,42                                                       | Deutsche Leichtathletikmeisterschaften für Frauen noch nicht ausgetragen | Deutsche Leichtathletikmeisterschaften für Frauen noch nicht ausgetragen | Deutsche Leichtathletikmeisterschaften für Frauen noch nicht ausgetragen | Deutsche Leichtathletikmeisterschaften für Frauen noch nicht ausgetragen | Deutsche Leichtathletikmeisterschaften für Frauen noch nicht ausgetragen |
| 1915 | Berlin                                                      | 19. Sept.                                                   | August Wasserfuhr                                           | Marine Cuxhaven                                             | 12,87                                                       | Deutsche Leichtathletikmeisterschaften für Frauen noch nicht ausgetragen | Deutsche Leichtathletikmeisterschaften für Frauen noch nicht ausgetragen | Deutsche Leichtathletikmeisterschaften für Frauen noch nicht ausgetragen | Deutsche Leichtathletikmeisterschaften für Frauen noch nicht ausgetragen | Deutsche Leichtathletikmeisterschaften für Frauen noch nicht ausgetragen |
| 1914 | kriegsbedingt keine Deutschen Leichtathletikmeisterschaften | kriegsbedingt keine Deutschen Leichtathletikmeisterschaften | kriegsbedingt keine Deutschen Leichtathletikmeisterschaften | kriegsbedingt keine Deutschen Leichtathletikmeisterschaften | kriegsbedingt keine Deutschen Leichtathletikmeisterschaften | Deutsche Leichtathletikmeisterschaften für Frauen noch nicht ausgetragen | Deutsche Leichtathletikmeisterschaften für Frauen noch nicht ausgetragen | Deutsche Leichtathletikmeisterschaften für Frauen noch nicht ausgetragen | Deutsche Leichtathletikmeisterschaften für Frauen noch nicht ausgetragen | Deutsche Leichtathletikmeisterschaften für Frauen noch nicht ausgetragen |
| 1913 | Breslau                                                     | 17. Aug.                                                    | Karl von Halt                                               | MTV München                                                 | 12,88                                                       | Deutsche Leichtathletikmeisterschaften für Frauen noch nicht ausgetragen | Deutsche Leichtathletikmeisterschaften für Frauen noch nicht ausgetragen | Deutsche Leichtathletikmeisterschaften für Frauen noch nicht ausgetragen | Deutsche Leichtathletikmeisterschaften für Frauen noch nicht ausgetragen | Deutsche Leichtathletikmeisterschaften für Frauen noch nicht ausgetragen |
| 1912 | Duisburg                                                    | 18. Aug.                                                    | Franz Buchholz                                              | SC Charlottenburg                                           | 11,72                                                       | Deutsche Leichtathletikmeisterschaften für Frauen noch nicht ausgetragen | Deutsche Leichtathletikmeisterschaften für Frauen noch nicht ausgetragen | Deutsche Leichtathletikmeisterschaften für Frauen noch nicht ausgetragen | Deutsche Leichtathletikmeisterschaften für Frauen noch nicht ausgetragen | Deutsche Leichtathletikmeisterschaften für Frauen noch nicht ausgetragen |
| 1911 | Dresden                                                     | 20. Aug.                                                    | Franz Buchholz                                              | SC Heros Berlin                                             | 12,06                                                       | Deutsche Leichtathletikmeisterschaften für Frauen noch nicht ausgetragen | Deutsche Leichtathletikmeisterschaften für Frauen noch nicht ausgetragen | Deutsche Leichtathletikmeisterschaften für Frauen noch nicht ausgetragen | Deutsche Leichtathletikmeisterschaften für Frauen noch nicht ausgetragen | Deutsche Leichtathletikmeisterschaften für Frauen noch nicht ausgetragen |
| 1910 | Frankfurt/M.                                                | 28. Aug.                                                    | Josef Otto                                                  | Darmstädter SC 1905                                         | 12,21                                                       | Deutsche Leichtathletikmeisterschaften für Frauen noch nicht ausgetragen | Deutsche Leichtathletikmeisterschaften für Frauen noch nicht ausgetragen | Deutsche Leichtathletikmeisterschaften für Frauen noch nicht ausgetragen | Deutsche Leichtathletikmeisterschaften für Frauen noch nicht ausgetragen | Deutsche Leichtathletikmeisterschaften für Frauen noch nicht ausgetragen |
| 1909 | Frankfurt/M.                                                | 29. Aug.                                                    | Josef Otto                                                  | Athleten-Verein Darmstadt                                   | 11,45                                                       | Deutsche Leichtathletikmeisterschaften für Frauen noch nicht ausgetragen | Deutsche Leichtathletikmeisterschaften für Frauen noch nicht ausgetragen | Deutsche Leichtathletikmeisterschaften für Frauen noch nicht ausgetragen | Deutsche Leichtathletikmeisterschaften für Frauen noch nicht ausgetragen | Deutsche Leichtathletikmeisterschaften für Frauen noch nicht ausgetragen |

## Erfolgreichste Athleten

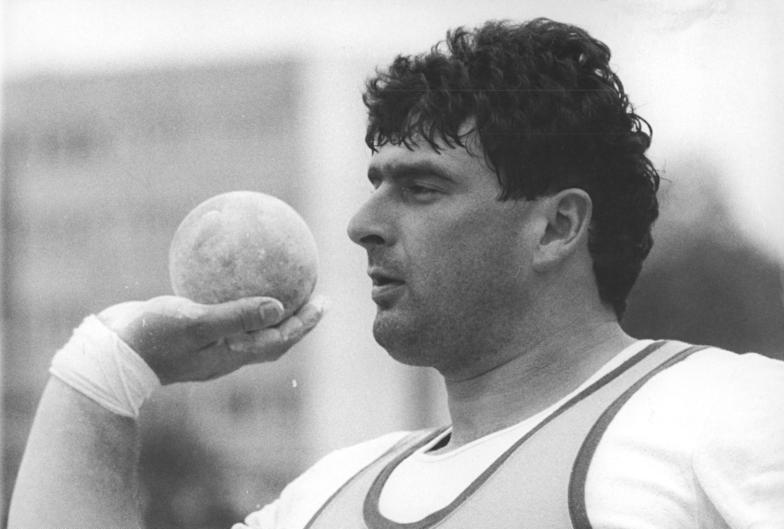
Udo Beyer bei der EM-Qualifikation 1986 in Neubrandenburg

Mit elf Meistertiteln, die er von 1977 bis 1987 gewann, ist Udo Beyer bisher der Rekordhalter. Claudia Losch, die ihre zehn Titel ebenso in Folge gewann ist, ist die bisher erfolgreichste Kugelstoßerin bei Deutschen Meisterschaften.
| Männer | Männer               | Männer    | Frauen | Frauen              | Frauen    |
| Titel  | Name                 | Zeitraum  | Titel  | Name                | Zeitraum  |
| ------ | -------------------- | --------- | ------ | ------------------- | --------- |
| 11     | Udo Beyer            | 1977–1987 | 10     | Claudia Losch       | 1982–1991 |
| 10     | Oliver-Sven Buder    | 1991–2001 | 9      | Gisela Mauermayer   | 1934–1942 |
| 10     | David Storl          | 2011–2022 | 8      | Marlene Fuchs       | 1962–1972 |
| 9      | Ralf Reichenbach     | 1972–1981 | 8      | Eva Wilms           | 1974–1981 |
| 8      | Ralf Bartels         | 2002–2010 | 7      | Ilona Slupianek     | 1977–1984 |
| 7      | Hans Woellke         | 1934–1942 | 7      | Astrid Kumbernuss   | 1995–2004 |
| 6      | Ernst Schmidt        | 1949–1954 | 7      | Christina Schwanitz | 2011–2019 |
| 6      | Heinfried Birlenbach | 1966–1971 | 6      | Marianne Werner     | 1953–1959 |
| 5      | Dietrich Urbach      | 1960–1964 | 6      | Renate Boy          | 1961–1967 |
| 5      | Karsten Stolz        | 1984–1989 | 6      | Nadine Kleinert     | 1998–2012 |